# Filmografia lui Harrison Ford

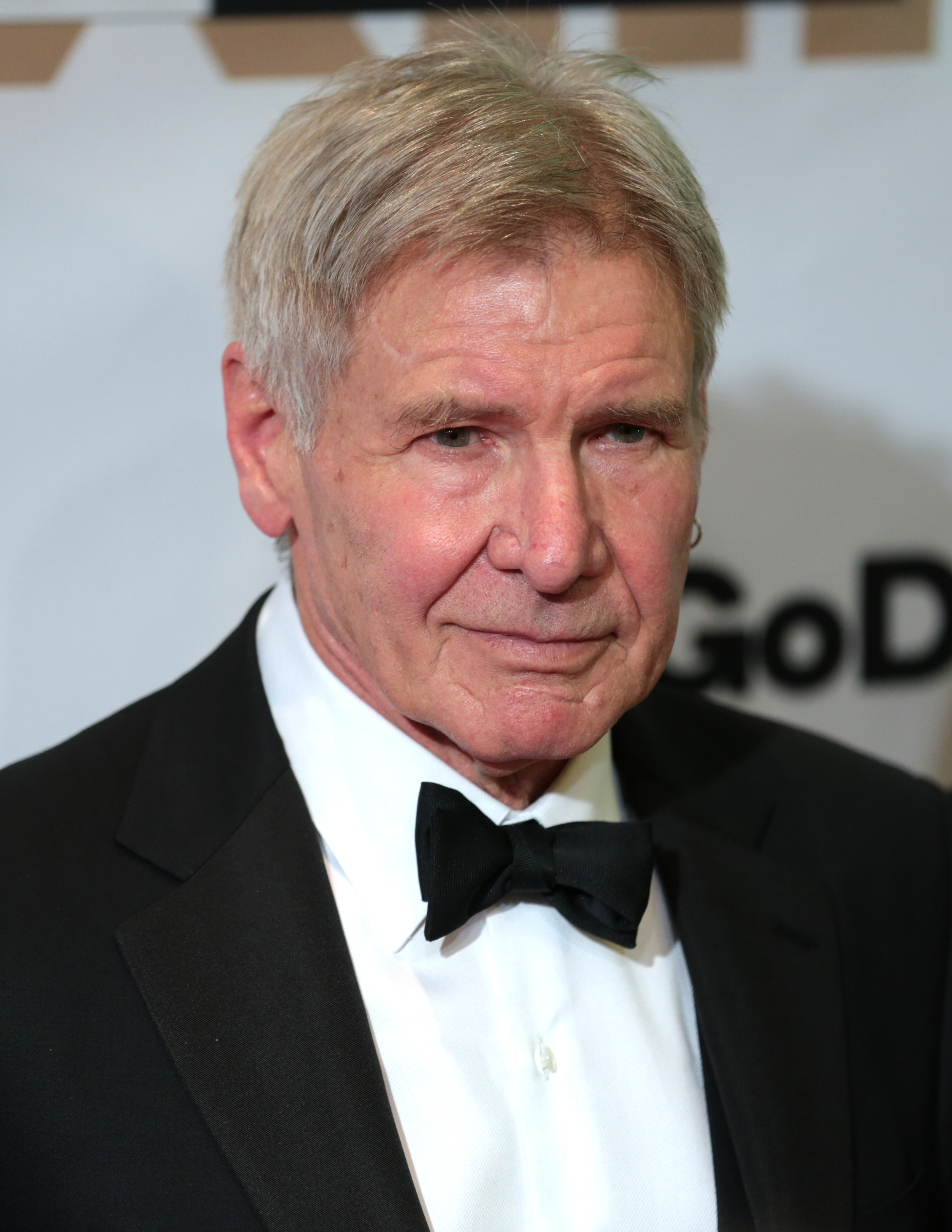
Harrison Ford la Celebrity Fight Night XXIII în Phoenix, Arizona.

Aceasta este Filmografia lui Harrison Ford:
| An        | Titlu                                                    | Rol                                     | Note |       |
| --------- | -------------------------------------------------------- | --------------------------------------- | --- | ----- |
| 1966      | Dead Heat on a Merry-Go-Round                            | Bellhop                                 | necreditat |       |
| 1966      | The Long Ride Home                                       |                                         | necreditat |       |
| 1967      | Luv                                                      | Irate Motorist                          | necreditat |       |
| 1967      | A Time for Killing                                       | Lt. Shaffer                             | creditat ca Harrison J. Ford |       |
| 1967      | The Virginian                                            | Cullen Tindall/Young Rancher            | serial TV, episoadele: "A Bad Place to Die" și "The Modoc Kid" |       |
| 1967      | Ironside                                                 | Tom Stowe                               | serial TV, episodul: "The Past is Prologue" |       |
| 1968      | Journey to Shiloh                                        | Willie Bill Bearden                     | |       |
| 1968      | The Mod Squad                                            | Beach Patrol Cop                        | serial TV, episodul: "The Teeth of the Barracuda" |       |
| 1969      | My Friend Tony                                           |                                         | serial TV, episodul: "The Hazing" |       |
| 1969      | The F.B.I.                                               | Glen Reverson/Everett Giles             | serial TV, episoadele: "Caesar's Wife" și "Scapegoat" |       |
| 1969      | Love, American Style                                     | Roger Crane                             | serial TV, segment "Love and the Former Marriage" |       |
| 1970      | Zabriskie Point                                          | Airport Worker                          | necreditat |       |
| 1970      | Getting Straight                                         | Jake                                    | |       |
| 1970      | The Intruders                                            | Carl                                    | film de televiziune |       |
| 1971      | Dan August                                               | Hewett                                  | serial TV, episodul: "The Manufactured Man" |       |
| 1972–1973 | Gunsmoke                                                 | Print/Hobey                             | serial TV, episoadele: "The Sodbuster" (1972) și "Whelan's Men" (1973) |       |
| 1973      | American Graffiti                                        | Bob Falfa                               | |       |
| 1974      | Kung Fu                                                  | Harrison                                | serial TV, episodul: "Crossties" |       |
| 1974      | The Conversation                                         | Martin Stett                            | |       |
| 1974      | Petrocelli                                               | Tom Brannigan                           | serial TV, episodul: "Edge of Evil" |       |
| 1975      | Judgment: The Court Martial of Lieutenant William Calley | Frank Crowder                           | film de televiziune |       |
| 1976      | Dynasty                                                  | Mark Blackwood                          | film de televiziune |       |
| 1977      | The Possessed                                            | Paul Winjam                             | film de televiziune |       |
| 1977      | Star Wars Episode IV: A New Hope                         | Han Solo                                | Nominalizat la — Saturn Award for Best Actor |       |
| 1977      | Heroes                                                   | Ken Boyd                                | |       |
| 1978      | Force 10 from Navarone                                   | Locotenent Colonel Mike Barnsby         | |       |
| 1978      | The Star Wars Holiday Special                            | Han Solo                                | film de televiziune |       |
| 1979      | Apocalypse Now                                           | Colonel Lucas                           | |       |
| 1979      | Hanover Street                                           | David Halloran                          | |       |
| 1979      | The Frisco Kid                                           | Tommy Lillard                           | |       |
| 1979      | More American Graffiti                                   | Bob Falfa                               | necreditat |       |
| 1980      | Star Wars Episode V: The Empire Strikes Back             | Han Solo                                | |       |
| 1981      | Raiders of the Lost Ark                                  | Indiana Jones                           | Saturn Award for Best Actor |       |
| 1982      | Blade Runner                                             | Rick Deckard                            | |       |
| 1983      | Star Wars Episode VI: Return of the Jedi                 | Han Solo                                | |       |
| 1984      | Indiana Jones and the Temple of Doom                     | Indiana Jones                           | Nominalizat la — Saturn Award for Best Actor |       |
| 1985      | Witness                                                  | Det. Capt. John Book                    | Kansas City Film Critics Circle Award for Best Actor Nominalizat la —Academy Award for Best Actor Nominalizat la —BAFTA Award for Best Actor in a Leading Role Nominalizat la —Golden Globe Award for Best Actor - Motion Picture Drama |       |
| 1986      | The Mosquito Coast                                       | Allie Fox                               | Nominalizat la —Golden Globe Award for Best Actor - Motion Picture Drama |       |
| 1988      | Frantic                                                  | Dr. Richard Walker                      | |       |
| 1988      | Working Girl                                             | Jack Trainer                            | |       |
| 1989      | Indiana Jones and the Last Crusade                       | Indiana Jones                           | Nominalizat la — Saturn Award for Best Actor |       |
| 1990      | Presumed Innocent                                        | Rusty Sabich                            | |       |
| 1991      | Regarding Henry                                          | Henry Turner                            | |       |
| 1992      | Patriot Games                                            | Jack Ryan                               | |       |
| 1993      | The Young Indiana Jones Chronicles                       | Indiana Jones — la 50 de ani            | serial TV, episodul: "Young Indiana Jones and the Mystery of the Blues" |       |
| 1993      | The Fugitive                                             | Dr. Richard David Kimble                | Nominalizat la —Golden Globe Award for Best Actor - Motion Picture Drama Nominated—MTV Movie Award for Best Performance - Male |       |
| 1994      | Clear and Present Danger                                 | Jack Ryan                               | |       |
| 1995      | Sabrina                                                  | Linus Larabee                           | Nominalizat la —Golden Globe Award for Best Actor - Motion Picture Musical or Comedy |       |
| 1997      | The Devil's Own                                          | Tom O'Meara                             | |       |
| 1997      | Air Force One                                            | Președintele James Marshall             | Bambi Award for Best Actor Nominated—MTV Movie Award for Best Fight |       |
| 1998      | Six Days Seven Nights                                    | Quinn Harris                            | People's Choice Award for Favorite Motion Picture Actor |       |
| 1999      | Random Hearts                                            | Sergeant William 'Dutch' Van Den Broeck | People's Choice Award for Favorite Movie Star |       |
| 2000      | What Lies Beneath                                        | Dr. Norman Spencer                      | Nominalizat la —People's Choice Award for Favorite Motion Picture Actor |       |
| 2002      | K-19: The Widowmaker                                     | Alexei Vostrikov                        | |       |
| 2003      | Hollywood Homicide                                       | Sgt. Joe Gavilan                        | |       |
| 2004      | Water to Wine                                            | Jethro the Bus Driver                   | |       |
| 2006      | Firewall                                                 | Jack Stanfield                          | |       |
| 2008      | Indiana Jones and the Kingdom of the Crystal Skull       | Indiana Jones                           | Nominalizat la — National Movie Awards, UK – Best Male Performance Nominalizat la — People's Choice Award for Favorite Male Movie Star Nominalizat la — Saturn Award for Best Actor                                                     |       |
| 2008      | Dalai Lama Renaissance                                   | Narator                                 | Documentar |       |
| 2009      | Crossing Over                                            | Max Brogan                              | |       |
| 2009      | Brüno                                                    | În rolul său                            | Necreditat |       |
| 2010      | Extraordinary Measures                                   | Dr. Robert Stonehill                    | |       |
| 2010      | Morning Glory                                            | Mike Pomeroy                            | |       |
| 2011      | Cowboys & Aliens                                         | Colonel Dolarhyde                       | |       |
| 2013      | 42                                                       | Branch Rickey                           | | [ 1 ] |
| 2013      | Paranoia                                                 | Jock Goddard                            | |       |
| 2013      | Ender's Game                                             | Colonel Hyrum Graff                     | |       |
| 2013      | David Blaine: Real or Magic                              | Rolul său                               | |       |
| 2013      | Anchorman 2: The Legend Continues                        | Mack Tannen                             | | [ 2 ] |
| 2014      | The Expendables 3                                        | Max Drummer                             | | [ 3 ] |
| 2015      | The Age of Adaline                                       | William Jones                           | | [ 4 ] |
| 2015      | Războiul stelelor - Episodul VII: Trezirea Forței        | Han Solo                                | [ 5 ] |       |
| 2017      | Blade Runner 2                                           | Rick Deckard                            | |       |